# Конопльова Євгенія Олексіївна
Євгенія Олексіївна Конопльо́ва (нар. 2 грудня 1917, Харків — пом. 10 березня 2001, Харків) — український хоровий диригент, музичний педагог, професор з 1982 року. Заслужений діяч мистецтв УРСР з 1970 року.

## Біографія
Народилася 19 листопада [2 грудня] 1917 року в місті Харкові. Протягом 1942—1943 років працювала хормейстером Саратовського театру опери та балету; з 1943 по 1949 рік — у Харківській консерваторії, одночасно до 1945 року навчалась у ній у класі Зіновія Заграничного. За суміснісництвом у 1943—1966 роках викладала у Харківському музичному училищі; у 1943—1950 роках працювала директором і диригентом, а у 1950—1952 роках — головним диригентом Харківської української хорової капели.
Протягом 1952—1985 років була головним хормейстером Харківського театру опери та балету імені Миколи Лисенка. Одночасно з 1960 року працювала у Харківській академії культури: у 1972—1973 роках — завідувач кафедрою, у 1973—1981 роках — доцент, у 1981—2000 роках — професор кафедри хорового диригування. Померла в Харкові 10 березня 2001 року.

## Творчість
Під час її роботи у Харківській українській хоровій капелі, у репертуарі були:
- «Вечорниці» Петра Ніщинського;
- «Шевченкові» Кирила Стеценка;
- «Хустина» Лева Ревуцького;
- «На полі Куликовому» Юрія Шапоріна;
- «Про Батьківщину» Олександра Арутюняна.

У Харківському театрі опери та балету імені Миколи Лисенка брала участь у постановках багатьох опер, серед яких:
- «Русалка» Антоніна Дворжака;
- «Маскарад» Олексія Артамонова (1957);
- «Буковинці» Марка Кармінського (1957);
- «Назар Стодоля» Костянтина Данькевича (1960);
- «Павло Корчагін» Нінель Юхновської (1961);
- «Лейтенант Шмідт» Бориса Яровинського (1970);
- «Пам'ятай мене» Віталія Губаренка (1980);
- «Маївка» Дмитра Клебанова (1981).
- «Тарас Бульба» Миколи Лисенка;
- «Богдан Хмельницький» Костянтина Данькевича;
- «Комуніст» Дмитра Клебанова;
- «Життя за царя» Михайла Глінки;
- «Борис Годунов» Модеста Мусоргського;
- «Аїда» Джузеппе Верді.

Проводила наукові дослідження з питань хорового мистецива. Авторка праць:
- «Композитор и хоровой дирижер Г. М. Давыдовский» // «Советская музыка». 1978. № 6;
- «Композитор і диригент (про З. Заграничного)» // «Музика». 1980. № 5;
- Різногранна сила таланту (до 60-річчя з дня народження Є. І. Червонюка) // «Прапор». 1984. № 6;
- «З плеяди хормейстерів (про хормейстерів Харківської опери)» // «Музика». 1985. № 5;
- «Страницы из музыкальной жизни Харькова». Київ, 1990.

## Сім'я
- Чоловік: Заграничний Зіновій Давидович, хормейстер, професор Харківської консерваторії.
- Чоловік: Штейман Ізраїль Соломонович, диригент, професор Харківського інституту мистецтв.